# Brick Squad Monopoly
Brick Squad Monopoly (також відомий як BSM) — американський лейбл звукозапису, заснований Waka Flocka Flame 2011 року, після того, як він та Gucci Mane вирішили, що настав час розширити 1017 Brick Squad Records. Waka Flocka уклав угоду про дистриб'юцію з цим лейблом та з менеджерською компанією Mizay Entertainment.
Підписантами Brick Squad Monopoly стали його рідний брат Wooh da Kid та друзі дитинства Slim Dunkin і Бо Діл. 16 грудня 2011 Slim Dunkin застрелили в студії звукозапису під час приготування до зйомок кліпу. Перед смертю виконавець сперечався у приміщенні з невідомим чоловіком, яким, як пізніше стало відомо, був атлантський репер Young Vito.
25 лютого 2013 Young Vito винесли виправдувальний вирок у справі вбивства Slim Dunkin. Попри це йому дали 25 років за напад за обтяжливих обставин та володіння вогнепальною зброєю.
29 грудня 2013 менший брат Waka Flocka, артист лейблу, КейО Редд, застрелився в Атланті.

## Ростер
- Waka Flocka Flame
- Wooh da Kid[7]
- Frenchie[8]
- Dirt Gang (Дей Дей Деніро, D-Bo, Cam, Джей Майк, Дейм Лучіано, Дієґо, Чез Ґотті, Кенні, Nuke)[9]
- Neon Dreams[10]
- Fetti Gang[11]
- CookedUp[11]
- Money Mouse[11]
- Cartel MGM[11]
- Cartier Kitten[11]
- Young Joey[11]
- Haitian Fresh[11]
- Huey[11]
- Шуґа Шейн[11]
- Бен Джі[11]
- Sony[8]
- Джеремі Ґрін[12]
- Ріма Мейджор[13]
- С. Мані[14]
- YG Hootie[15]
- Ice Burgandy[16]
- Джо Мойзіз[15]
- Джої Феттс[17]
- Рейвен Джастіс[18]
- Чез Ґотті[17]
- Shep[19]